# Nässjö
Nässjö er en svensk by og hovedby i Nässjö kommune i Jönköpings län. Den har et areal på 13 km2
og et befolkningstal på 18.639 (2023) indbyggere.

## Historie
Nässjö fik sit stadsprivilegium i 1914. Byens moderne historie begyndte dog i 1864 med beslutningen om, at jernbanelinjen Södra stambanan skulle gå fra Malmø til Falköping gennem byen og stoppe på byens station, der siden har været kendt som et stort jernbaneknudepunkt.